# Adeste fideles
Adeste fideles (en français : « Accourez, fidèles... ») est un hymne traditionnel chrétien en latin chanté durant le temps de Noël et qui remonte au XVIIIe siècle. Son attribution est discutée. La musique et les paroles semblent dues à l'Anglais John Francis Wade (né en 1710 ou 1711 et mort en 1786), copiste et enseignant de musique catholique, jacobite exilé à Douai dans le nord de la France ; du moins les plus anciens manuscrits qui datent de 1750-1751 sont de sa main et signés par lui. La composition remonterait peut-être aux années 1743-1745.

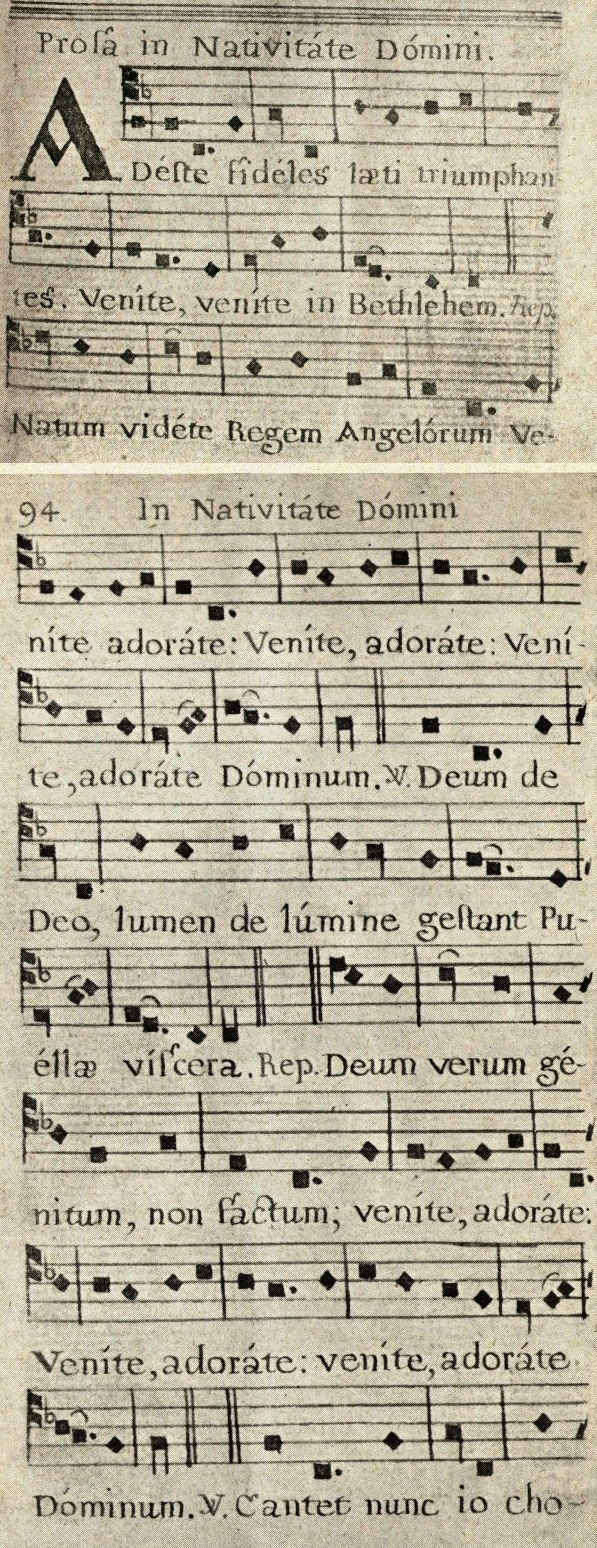
Première version d'Adeste fideles par John Francis Wade.

La première impression des paroles (en latin et en anglais) s'est faite sans indication d'auteur en 1760 dans The Evening Office of the Church in Latin and English : « Adeste Fideles » y est traduit par « Draw near ye faithful Cristians. » La première partition (avec les paroles en latin) est publiée à Londres en 1782 par Samuel Webbe dans An Essay or Instruction for learning the Church Plain Chant. Celui-ci publie en 1792 une partition à quatre parties qu'il présente comme un motet sans indiquer d'auteur. Dans son édition de 1782, Samuel Webbe a apporté quelques modifications de notes et de rythme à l’œuvre, sans doute avec l'accord de Wade qui était son ami et était encore vivant (il mourra en 1786).
La pièce est composée pour un chœur d'église et la musique a pu être rapprochée d'un air populaire anglais ou d'une chanson intitulée Rage inutile placée dans un opéra comique de Charles-Simon Favart donné à Paris en 1744 et intitulé Acajou. Les spécialistes reconnaissent dans cet « air anglais » et cette chanson de Favart un écho des opéras de Haendel et imaginent qu'ils ont pu servir de base à Adeste fideles, qui présente une tonalité solennelle chère à la musique baroque de l'époque (ou peut être l'inverse).[réf. souhaitée]

## Discussion quant à la paternité de l’œuvre
Diverses hypothèses ont été proposées sans indices pertinents : il est par exemple avancé sans le démontrer que les paroles viendraient de saint Bonaventure ou d'un moine cistercien. Les attributions les plus argumentées sont celles qui concernent le roi du Portugal Jean IV (1604-1656) ou l'organiste anglais John Reading (ou Redding) (vers 1680) ; elles paraissent peu assurées.
Le nom du roi du Portugal, amateur de musique reconnu en son temps, figure dans plusieurs exemplaires imprimés ; l'existence d'un manuscrit du roi n'est pas démontrée. Ainsi le musicologue brésilien José Maria Neves (1943-2002) a soutenu en 1998 que le manuscrit de l'hymne composé par le roi João IV en 1740 avait bien existé et que les documents avaient brûlé dans l'incendie qui a suivi le tremblement de terre de Lisbonne en 1755. Il est donc impossible de les produire. Le prestige du roi musicien et l'appellation commune d'Hymne portugais due à la diffusion du chant par l'ambassade du Portugal à Londres à la fin du XVIIIe siècle (Wade a fait une copie pour l'English College de Lisbonne selon le musicologue américain James Fuld) expliquent l'attribution à João IV ; celle-ci demeure une hypothèse.
L'attribution à John Reading (ou John Redding), repose sur l'hypothèse d'une date de création vers 1780/1790 alors qu'il existe des textes antérieurs pour les paroles et la musique. Nul ne sait de quel John Reading il s'agit : il existe au moins deux ou trois musiciens anglais homonymes dans la période avec des dates incertaines dont le père (dates : 1645-1692) et son fils (dates : 1685/86-1764 ou 1774). Pour Adeste fideles, il s'agit plus sûrement de la paternité d'un arrangement de l'hymne pour orgue faite par le second.

## Texte latin
Le manuscrit original en latin de John Francis Wade (1750/1751) comporte quatre strophes (ou quatre versets).
Les premiers manuscrits présentent comme refrain « Venite adorate » (voir illustration en haut de page) corrigé par la suite en « Venite adoremus », par Wade lui-même, peut-être sous l'influence de prêtres qui ont repris la formule qui clôt la prière de matines dans le bréviaire (tiré du Psaume 95/6 : « Venite, adoremus et procidamus ante Dominum : Venez, adorons et tombons sur notre face devant le Seigneur »). Cette première formulation comme un latin sans souplesse qui a du mal à s'adapter à la ligne mélodique font penser que Wade est bien l'auteur initial et qu'il n'était peut-être pas prêtre mais seulement un modeste enseignant anglais de latin et de chant d'église au collège de Douai qui a écrit de sa main “Ad usum Chori Anglorum—Joannes Franciscus Wade scripsit.”
Le texte reprend (ou renvoie à) des éléments de l'évangile de Noël (Évangile selon LucLuc 2/8-16, le récit des bergers).
Texte corrigé de John Francis Wade :

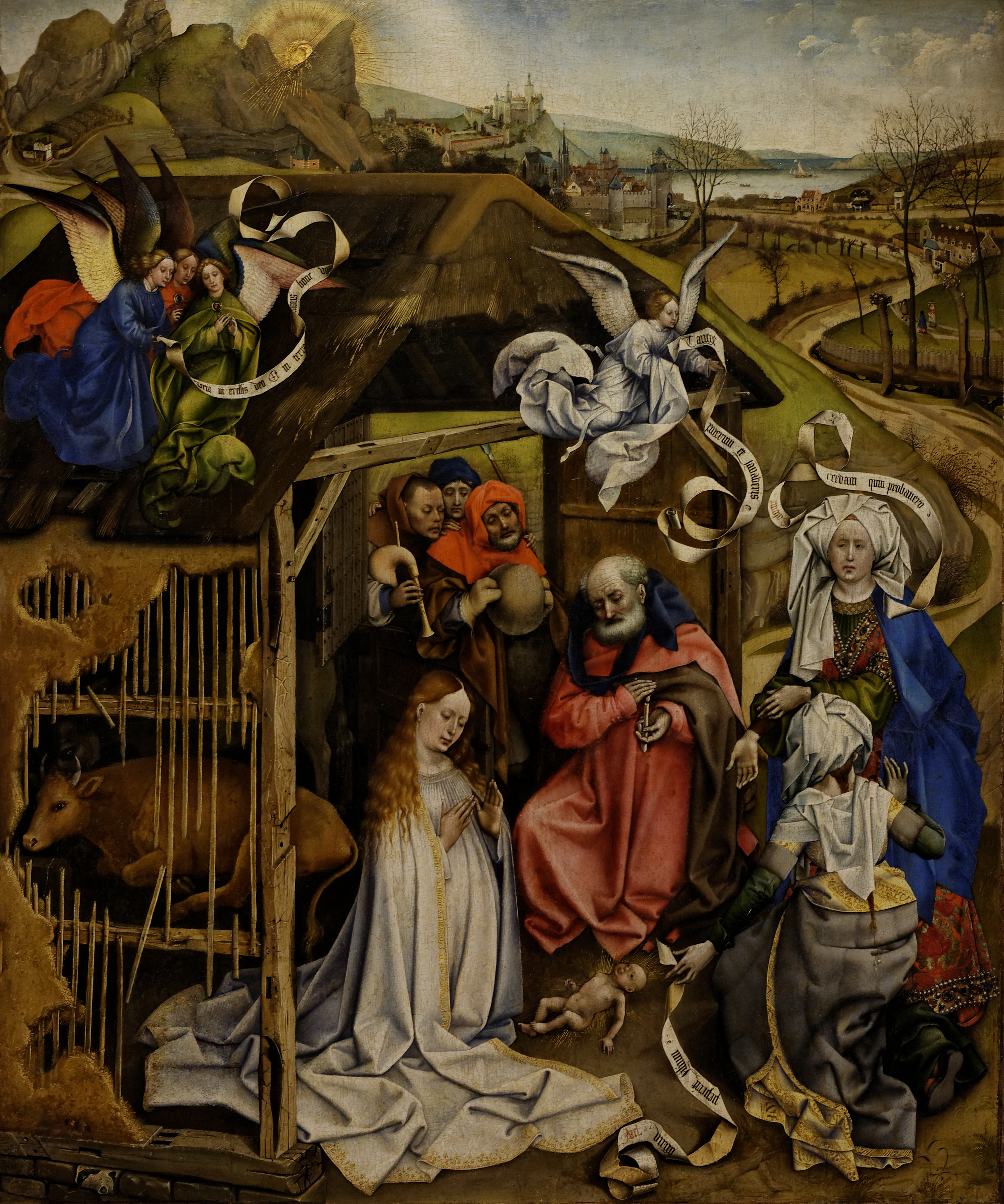
Nativité – Robert Campin (XVe siècle s.).

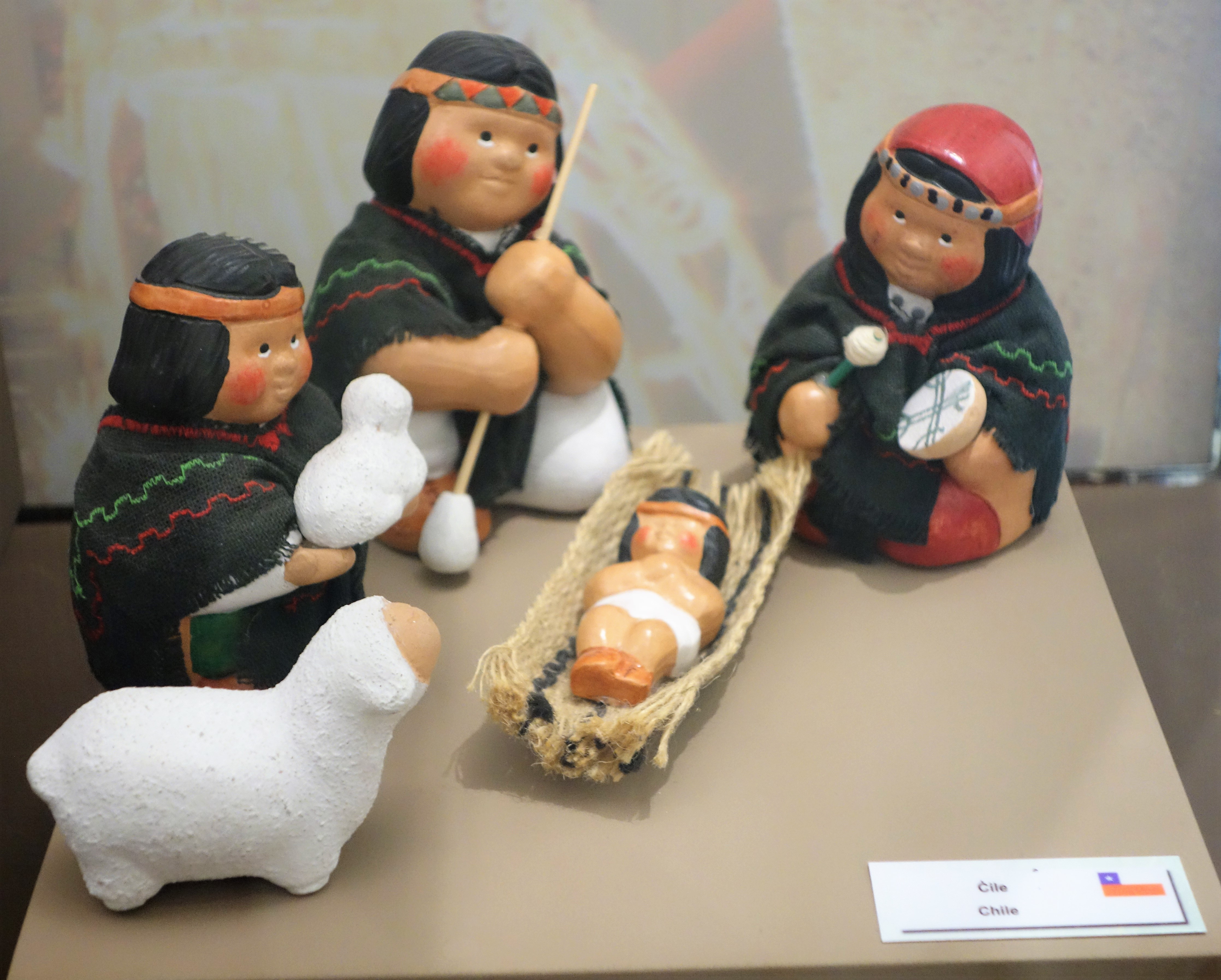
Noël chrétien : crèche chilienne.

1. Adeste Fideles læti triumphantes,

Veníte, veníte in Bethlehem.

Natum vidéte, Regem Angelorum:

Veníte adoremus,

Veníte adoremus

Veníte adoremus Dóminum

2. Deum de Deo, lumen de lúmine,

gestant puellæ viscera

Deum verum, genitum non factum:

Venite, adoremus (ter)

Dóminum

3. Cantet nunc io chorus Angelórum

cantet nunc aula cælestium:

Gloria in excelsis Deo:

Venite, adoremus (ter)

Dóminum

4. Ergo qui natus, die hodierna

Jesu, tibi sit glória

Patris æterni Verbum caro factum:

Venite, adoremus (ter)

Dominum
Les insuffisances du texte auraient justifié l'insertion des nouvelles strophes 2,3 et 4 par Jean-François Borderies autour de 1790/1794. Ce prêtre catholique français réfractaire s'est réfugié durant la Révolution française à Londres (ou à Anvers ?) où il a découvert et modifié le texte latin d'Adeste fideles. Il sera plus tard curé de saint Thomas d'Aquin à Paris, prélat : catéchiste renommé, il popularisera l'hymne dans l’Église catholique française. Son texte est repris dans l'Office de St Omer, publié en 1822.
L'hymne complet comporte huit strophes : la 1 de Wade, les 2,3,4 de Borderies, les 5,6,7 de Wade (strophes 2,3,4 d'origine) et une huitième strophe d'un auteur anonyme ajoutée au milieu de XIXe siècle et chantée à l'Epiphanie : «  Stella duce, Magi, Christum adorantes, Aurum, thus, et myrrham dant munera; / Jesu infanti corda præbeamus. Cette version à huit strophes est imprimée en Belgique vers 1850 : jugée trop longue, elle est peu chantée.
La version catholique commune en France retient quatre strophes : la strophe 1 de Wade et les strophes 2,3 et 4 de Jean-François Borderies. On trouve le texte d'Adeste fideles imprimé dans de nombreux ouvrages ecclésiastiques dès 1830 avec l'imprimatur des autorités épiscopales par exemple dans Le mois de la Sainte enfance (Hymne pour le temps de Noël, page 376) par l'abbé Augustin-Jean Le Tourneur, qui comporte cette mention « Approbation de Mgr l’évêque de Soissons et Laon. Donné à Soissons, le 10 octobre 1830 ». Autre exemple : Adeste fideles est le dernier hymne proposé dans le recueil de 1839 La journée du chrétien sanctifiée par la prière et la méditation établi Par l'abbé Corentin-Marie Le Guillou (page 590). L'ouvrage est approuvé par l'archevêque de Paris. La présence de l'hymne dans le Paroissien romain n'est repérée que vers 1868.
Strophe 1 de John Francis Wade
Adeste, fideles, læti triumphantes.
Venite, venite in Bethlehem.
Natum videte Regem angelorum.
Venite, adoremus (ter)
Dominum.
Strophes 2,3 et 4 de Jean-François Borderies, autour de 1790/1794
En grege relicto humiles ad cunas,
Vocati pastores approperant,
Et nos ovanti gradu festinemus.
Venite, adoremus (ter)
Dominum.
:Æterni Parentis splendorem æternum,
Velatum sub carne videbimus,
Deum infantem pannis involutum.
Venite, adoremus (ter)
Dominum.
:Pro nobis egenum et fœno cubantem
Piis foveamus amplexibus ;
Sic nos amantem quis non redamaret ?
Venite, adoremus (ter)
Dominum.
Traduction de Don Gaspar Lefebvre (Missel Vespéral Romain) :
Accourez, fidèles, joyeux, triomphants :
Venez, venez à Bethléem.
Voyez le roi des Anges qui vient de naître.
Venez, adorons,
Venez adorons le Seigneur.
Dociles à la voix céleste,
les bergers quittent leur troupeau
et s'empressent de visiter son humble berceau
Et nous aussi, hâtons-nous d'y porter nos pas.
Venez, etc.
Nous verrons celui qui est la splendeur éternelle du Père,
caché sous le voile d'une chair mortelle;
Nous verrons un Dieu enfant enveloppé de langes
Venez, etc.
Embrassons pieusement ce Dieu devenu pauvre pour nous
et couché sur la paille;
Quand il nous aime ainsi,
Comment ne pas l'aimer à notre tour ?
Venez, etc.

## Textes en langues profanes
De nombreuses versions ultérieures d'Adeste fideles adaptées dans différentes langues modernes existent
. avec des variantes entre catholiques et protestants ; ainsi en français le chant protestant s'intitule « Ô Peuple fidèle, Jésus vous appelle » alors que le titre catholique est «  Peuple fidèle, le Seigneur t'appelle » ; en allemand les protestants chantent « Herbei, o ihr Gläub'gen » et les catholiques « Nun freut euch, ihr Christen ».
La traduction en français de Jean-François Borderies s'attache à épouser la mélodie et comprend six strophes (1. Ô peuple fidèle - 2. Dans une humble étable - 3. O Christ, Roi des anges - 4. Troublant de mystère - 5. Il vient sur la terre - 6. Esprits de lumière). Il est à noter que le traducteur apporte une variante à la fin de chaque refrain.
Les versions anglaises et américaines sont particulièrement multiples (on en a recensé au moins 27) et comportent un nombre variable de strophes. La plus commune s'intitule O Come, All Ye Faithful : écrite en 1841 et retouchée en 1852, elle est due au prêtre catholique anglais Frederick Oakeley et l'harmonisation actuelle date de 1906. Elle ne retient que quatre strophes dans l'Hymnal Companion to the Book of Common Prayer publié  en 1904.Cependant, une version plus récente apparaît à la fin du XXe siècle dans le monde anglo-saxon : il s'agit de l'arrangement de Sir David Willcocks, publié en 1961.

## Échos littéraires
En littérature, on trouve au XIXe siècle des échos de la diffusion de l'hymne. 
- Ainsi Joris-Karl Huysmans dans son roman En route de 1895  évoque plusieurs fois « le vieux chant rythmé » de l’Adeste fideles qui fait vibrer l'assistance à l'office de Noël : « Alors, de sa voix traînante d'accordéon grandi, l'harmonium, du haut de la tribune, emplit l'église et les nonnes, debout à ses côtés, entonnèrent le vieux chant rythmé tel qu'un pas de marche, l’Adeste fideles, tandis qu'en bas les moniales et les fidèles scandaient, après chaque strophe, le doux et pressant refrain Venite adoremus » (page 76) ou « La nuit de la Nativité était venue : après le Jesu Redemptor  des Vêpres, le vieux chant portugais l’ Adeste fideles s'élevait, au Salut, de toutes les bouches. C'était une prose d'une naïveté vraiment charmante, une ancienne image où défilaient les pâtres et les rois, sur un air populaire approprié aux grandes marches, apte à charmer, à aider, par le rythme en quelque sorte militaire des pas, les longues étapes des fidèles quittant leurs chaumières pour se rendre aux églises éloignées des bourgs. » (page 407)

- Déjà Balzac en 1833 dans Eugénie Grandet semble bien faire référence à l'hymne même s'il utilise le titre de "Venite adoremus" : « Pour Eugénie, ces mots : Ma chère Annette, ma bien-aimée, lui résonnaient au cœur comme le plus joli langage de l’amour, et lui caressaient l’âme comme, dans son enfance, les notes divines du Venite adoremus, redites par l’orgue, lui caressèrent l’oreille. » (page 103).

- Paul Claudel a fait le récit de sa conversion religieuse le 25 décembre 1886, dans la cathédrale Notre-Dame de Paris : assistant aux Vêpres de Noël, il est bouleversé par le Magnificat et par l’Adeste Fideles :  « Les larmes et les sanglots étaient venus et le chant si tendre de l’Adeste ajoutait encore à mon émotion »[20].

## Adaptations musicales «grand public» depuis leXIXesiècle

### Une adaptation classique
L'air, identifié par son titre et sous-titré « gleichsam als Marsch der heiligen drei Könige » (identique à la marche des trois rois mages), est inclus comme n° 4 de l'œuvre Weihnachtsbaum (L'Arbre de Noël) de Franz Liszt, S. 186, pour piano ou harmonium, 1873.

### L'univers des ténors populaires
Adeste fideles est un des hymnes de Noël les plus connus. Œuvre pour chœur d'hommes puis chœur mixte, l'hymne existe aussi dans de nombreux arrangements pour orgue, pour trompette et pour cordes, mais aussi dans différentes versions orchestrales. Les interprétations de ténors comme Luciano Pavarotti ou Andrea Bocelli ont rencontré un succès considérable, respectivement à la fin des années 1970 et à la fin des années 2000.

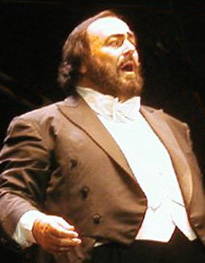
Luciano Pavarotti en 2002.
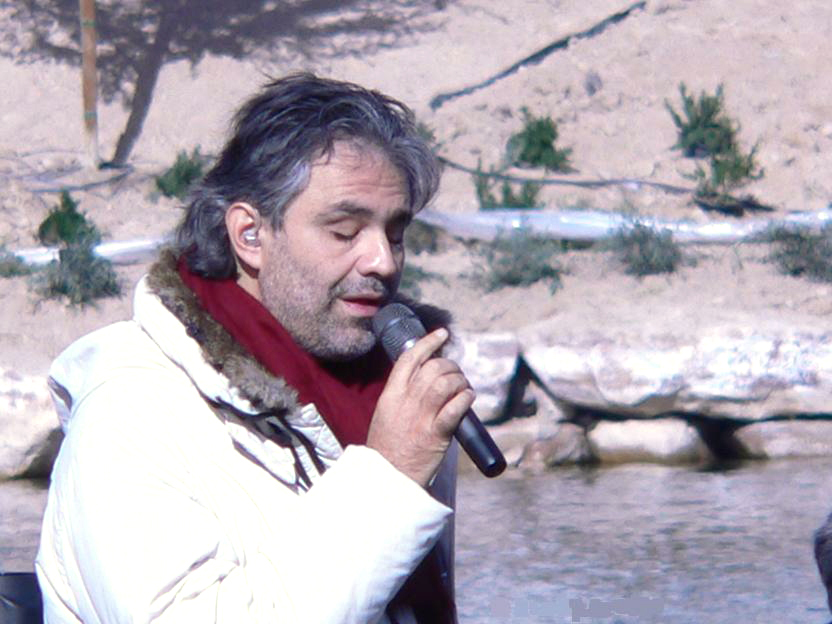
Andrea Bocelli en 2006.

### Musique populaire
En 2006, le groupe folk rock Blackmore's Night adapte la version anglaise Come All Ye Faithful sur son album de chants de Noël Winter Carols : la pièce y est enchaînée avec une autre chanson Hark the Herald Angels Sing.